# Militärbündnis
Ein Militärbündnis ist ein zwischen verschiedenen Staaten geschlossenes Bündnis mit dem Zweck, militärisch zu kooperieren. Ein solches Bündnis kann materielle Bestimmungen etwa über die Koordination der Sicherheitspolitik, gemeinsame Manöver, den Austausch von Militärtechnik oder die Verpflichtung zu kollektiver Verteidigung umfassen, darüber hinaus aber auch formell eine Organisation wie NATO oder CSTO schaffen. Eine einzelne Bestimmung, die die Beistandspflicht im Bündnisfall begründet, wird Beistandsklausel genannt; sie kann auch in einem umfassenderen, nicht nur sicherheitspolitische Sachverhalte betreffenden Abkommen enthalten sein.
Frühere Bezeichnungen für ein Militärbündnis sind Symmachie, Allianz oder Beistandspakt, im Falle rein defensiver Ausrichtung (die heutzutage wegen des allgemeinen Gewaltverbots der UN-Charta die Regel ist) auch Schutz- und Trutzbündnis. Umgangssprachlich oder zu Propagandazwecken ist auch von Waffenbrüderschaft die Rede.
Größtes Militärbündnis der Erde ist die NATO (North Atlantic Treaty Organisation – Organisation des Nordatlantikvertrags). Ihr Sitz befindet sich in Brüssel, die militärischen Hauptquartiere sind das SHAPE (Supreme Headquarters Allied Powers in Europe) in Belgien und ACT (Allied Command Transformation) in Norfolk, Virginia, USA.

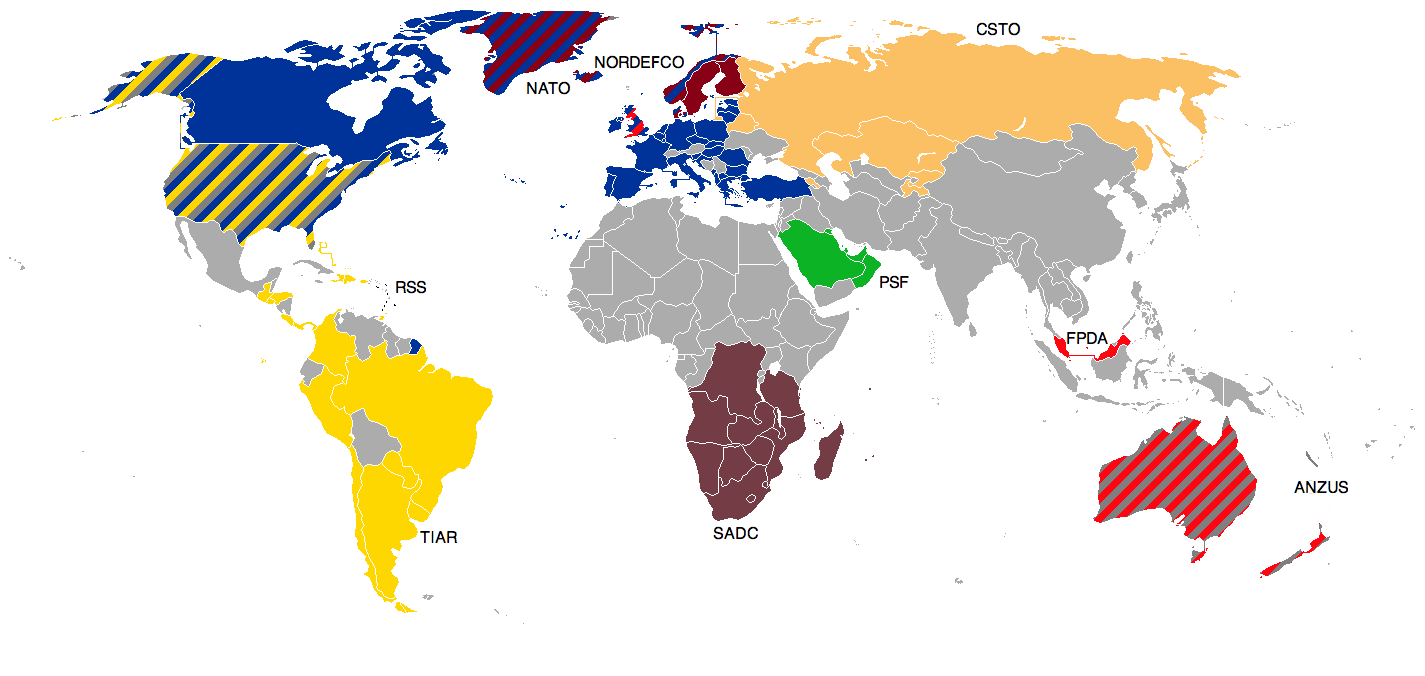
Karte einiger Militärbündnisse

## Bestehende Militärbündnisse
- NATO in Nordamerika und Europa (als Organisation seit 1954)[1] mit Nordatlantikvertrag (1949)[2]
  - erster Bündnisfall: Terroranschläge am 11. September 2001
- Europäische Union: Beistandsklausel in der Gemeinsamen Sicherheits- und Verteidigungspolitik seit 2009 (Vertrag von Lissabon);[3] PESCO
  - erster Bündnisfall: Terroranschläge am 13. November 2015 in Paris
- Organisation des Vertrags über kollektive Sicherheit (CSTO, seit 2002):[4] Sicherheitspartnerschaft von 6 GUS-Staaten mit Vertrag über kollektive Sicherheit (1992)[5]
- Interamerikanischer Vertrag über gegenseitigen Beistand (Rio-Pakt/TIAR, 1947)[6]
- Arabische Liga (1945):[7] per Zusatzabkommen wurde 1950 ein kollektiver Verteidigungspakt abgeschlossen,[8] bis heute aber ohne Wirkung
- ANZUS-Pakt zwischen Australien, Neuseeland und den Vereinigten Staaten (1951,[9] Neuseeland seit 1986 suspendiert)
- Mutual Defense Treaty zwischen USA und Philippinen (1951)[10]
- Mutual Defense Treaty zwischen USA und Republik Korea (1953)[11]
- Abkommen der USA über Zusammenarbeit auf dem Gebiet der Verwendung von Atomenergie für Zwecke der gemeinsamen Verteidigung mit dem Vereinigten Königreich (1958), Kanada, Frankreich, Deutschland, den Niederlanden, der Türkei und Griechenland (1959) sowie Italien (1960)[12]
- Vertrag über gegenseitige Kooperation und Sicherheit zwischen Japan und den Vereinigten Staaten (1960)[13]
- Sino-North Korean Mutual Aid and Cooperation Friendship Treaty zwischen der VR China und der DVR Korea (1961)[14]
- Five Power Defence Arrangements (FPDA) zwischen Australien, Malaysia, Neuseeland, Singapur und dem Vereinigten Königreich (1971)[15]
- Golf-Kooperationsrat (GCC; Peninsula Shield Force, PSF) mit Kuwait, Bahrain, Saudi-Arabien, Katar, den Vereinigten Arabischen Emiraten und dem Oman (1981/1984)[16]
- Regional Security System (RSS) in der Ostkaribik (1982/1996)[17]
- GUAM-Bündnis zwischen Georgien, der Ukraine, Aserbaidschan und Moldau (1997/2001;[18] bis 2005 mit Usbekistan)
- Shanghaier Organisation für Zusammenarbeit (SCO, 2002)[19]
- SADC, Protocol on politics, defence and security co-operation (2004)[20]
- Nordic Defence Cooperation (Nordefco) der nordischen Länder (2009)[21]
- Vertrag von Aachen, Artikel 4 (2019),[22] Ergänzung des Élysée-Vertrags
- AUKUS mit Australien, dem Vereinigten Königreich und USA (2021)[23]

## Frühere Militärbündnisse nach dem Zweiten Weltkrieg
- Warschauer Pakt zwischen der Sowjetunion und den Staaten Osteuropas (1955–1991)[24]
- Brüsseler Pakt (1948–1954),[25] Westeuropäische Union (1954–2010)[26]
- SEATO in Südostasien (1954–1977)[27]
- Balkanpakt (1954–1974)[28]
- CENTO im Nahen Osten (Bagdad-Pakt, 1955–1979)[29]
- Mutual Defense Treaty zwischen USA und Republik China (Taiwan) (1955–1979)[30]
- Vertrag über Freundschaft, Zusammenarbeit und gegenseitigen Beistand zwischen UdSSR und DVR Korea (1961–1996?)[31]
- Central American Defense Council (CONDECA), Zentralamerikanischer Verteidigungsrat (1963–1980)[32]
- ANZUK-Pakt zwischen Australien, Neuseeland und dem Vereinigten Königreich (1971–1974)

## Historische Militärbündnisse
- Peloponnesischer Bund
- Attischer Seebund
- Auld Alliance
- Heilige Liga (1495, 1511, 1538, 1571, 1576, 1684)
- Schmalkaldischer Bund (1531)
- Katholische Liga (1538, 1576, 1584, 1609)
- Protestantische Union (1608)
- Rheinbund (1806)
- Heilige Allianz (1815)
- Schutz- und Trutzbündnis 1854
- Schutz- und Trutzbündnisse 1866
- Norddeutscher Bund (ab 1. Juli 1867: Bundesstaat)
- Zweibund (1879)[33]/Dreibund (1882)
- Dreikaiservertrag (1881)
- Zweiverband (1894)
- Entente cordiale (1904)/Triple Entente (1907)
- Balkanbund (1912)
- Mittelmächte
- verschiedene Quadrupelallianzen
- Balkanentente (1934)
- Anti-Hitler-Koalition